# Wilhelm Feige
Wilhelm Feige (* 3. Oktober 1911 in Wattenscheid; † 5. Juni 1969) war ein Politiker der KPD.
Feige arbeitete nach der Volksschule von 1930 bis 1937 als Hauer. Anschließend war er bis 1946 Reviersteiger im Bergwerk Centrum-Morgensonne. Unmittelbar nach dem Ende des Zweiten Weltkrieges gehörte er Ende 1945 zur ersten ernannten Stadtvertretung in Wattenscheid. Außerdem war es 1946 Mitglied des Provinzialrates für Westfalen und Mitglied des ernannten Landtages von Nordrhein-Westfalen in der ersten Ernennungsperiode 1946.